# Xanthophytum borneense
Xanthophytum borneense là một loài thực vật có hoa trong họ Thiến thảo. Loài này được (Valeton) Axelius miêu tả khoa học đầu tiên năm 1990.